# 密特拉

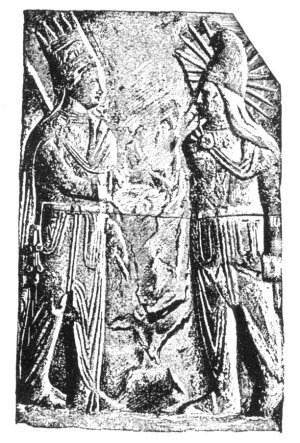
科馬根國王安条克一世與密特拉神（居右者），神殿浮雕

密特拉（原始印度-伊朗語主格形式為*mitras，現代波斯語為میثره）是一個古老的印度-伊朗神祇。这一神祇原是雅利安人萬神殿裡共有的崇拜對象，在伊朗-雅利安人和印度-雅利安人分化之後，開始向著不同特徵發展。

## 词源和性质
在印度-伊朗語族的一些古老語言（如梵語和阿維斯陀語）中，「mitra-」可解釋為「契約」或「同伴」之意（詞根「mi-」表示「約束」，後綴「-tra」表示“工具”）。但梵語比阿維斯陀語更強調“同伴”的概念，因而“mitra”一詞在《梨俱吠陀》中除作為神名使用、指代密多羅以外，還可以作為普通名詞“朋友”使用。伊朗語言中的情況則是相反，更加强調“契約”的概念。現代研究者一般認為，伊朗語言的用法更接近該詞彙的原始面貌。
法國學者A·梅叶最早提出，密特拉神神名的原意是契約，因此密特拉的原始功能應是契約之神。他的這一觀點得到大多数学者的認可。實際上，雖然密特拉後來發展為太陽神、光明之神乃至戰神，但他作為契約神的性質並沒有消失，有證據顯示西元後仍有許多崇拜者視密特拉為契約的守護者。

## 发展历史

### 早期崇拜
密特拉是極古老的、屬於阿利安宗教系统（有學者稱之為原始印度-伊朗宗教系统）的神。關於阿利安人分化前的史前時代對密特拉的崇拜情况現在已經幾乎不可能調查清楚。現存最古老的有關密特拉的紀錄是屬於西元前14世紀的赫梯語銘文，該銘文是赫梯與米坦尼兩國簽訂的合約，位於現土耳其境内凡湖東南方。銘文提到密特拉（以mi-it-ra的形式出现）是米坦尼的主神。米坦尼是有著特殊背景的國家，該國的大部分居民是胡里安人，而統治階層則是阿利安人。通常認為，米坦尼的統治集團與印度-阿利安人同源。銘文中提到密特拉是米坦尼人崇拜的五位大神之一，而其他四個神顯然對應於吠陀中的伐樓拿、因陀羅和雙馬童（雙馬童是雙子神）。
早期印度-伊朗文獻仍然保留了密特拉神的原始風貌，《梨俱吠陀》和《阿維斯陀》中對於密特拉-密多羅的描述極為相似。事實上，學者威廉·傑克森舉出一個梨俱吠陀和阿維斯陀的記載幾乎完全一致的例子：
《阿维斯陀》中《耶什特》（Yasht）部分的一段密特拉颂诗：
tam amavan tam yazatam
suram damohu savishtam
mithram yazai zao thrabyo
《吠陀》中的一段密多罗颂诗：
tam amavan tam yajatam
suram dhamasu savistham
mitram yajai ho trabhyah
（大意為：這是强有力的密特拉神，是所有被創造物中最强大者，我僅以酒獻上。）
文献情况表明，古代印度人通常将密特拉与另一位大神伐楼拿结合起来崇拜。这两位神都属于古老的阿底提耶（意为“无碍神”，是阿底提与达刹的后代的统称），司职有若干重叠之处。吠陀经常提到“伐楼拿-密多罗”，有时简直把他们视为一个神，而很少单独提到密多罗。整个梨俱吠陀中只有一首单独赞颂密多罗的诗，其它献给密多罗的颂诗都是包含在赞美伐楼拿的颂诗之中的。这一对偶神（伐楼拿-密多罗）的情况在古代伊朗人的神话体系中同样存在。阿维斯陀中对应于伐楼拿、并与密特拉组成对偶神的神祇是阿帕姆·纳帕特（水神）。
很可能在瑣羅亞斯德進行宗教改革之前，伊朗人中曾廣泛流行對密特拉的崇拜。已知密特拉是阿維斯陀中僅有的三位可以稱為阿胡拉的大神之一（另外兩位是阿胡拉·馬兹達和阿帕姆·納帕特）。瑣羅亞斯德的宗教哲學立足於使阿胡拉·馬兹達成為最高的神，因而密特拉的地位受到很大貶低，在阿維斯陀中最古老的部分“迦塔”中根本沒有提到密特拉。但是，後來的拜火教祭司們出於某種理由又恢復了對密特拉的尊崇。阿維斯陀中較晚出（與據信是瑣羅亞斯德本人所寫的迦塔相對而言）的部分“耶什特”中有大量關於密特拉的頌詩。

### 琐罗亚斯德教
瑣羅亞斯德教（拜火教）是瑣羅亞斯德對原始伊朗宗教進行改革之後的產物。改革的明顯結果是引入宗教上的二元論，把世界表現為善神（阿胡拉·馬兹達）與惡神（安格拉·曼紐）之間的鬥爭；並改變了原始的多神系統，使阿胡拉·馬兹達成為唯一的天神，其他從古代流傳下來的神祇則成為天使。这样使密特拉的地位受到很大衝擊。在瑣羅亞斯德本人所寫的迦塔中根本沒有提到密特拉的名字。在年代較晚的、由後代祭司編寫的耶什特中，密特拉被表明是與其他天使一樣屬於被創造物（“我創造了他”，阿胡拉·馬兹達对瑣羅亞斯德說，“並使他像我本人一樣應該受到獻祭和祈禱”）。在耶什特中密特拉的稱號是“靈魂的裁判者”，並與其創造者阿胡拉·馬兹達一起照看人類事務。即使這樣密特拉也不是一個重要的神，他甚至不在地位最高的六大天使之内。在瑣羅亞斯德教諸神靈的等級體系中密特拉只佔一個中等位置，是最偉大的雅扎塔之一（所謂雅扎塔是阿胡拉·馬兹達創造出協助與惡神鬥爭及管理世界的助手）。密特拉是阿胡拉·馬兹達在人世中的代表，保護真理和正義不受安格拉·曼紐的邪惡力量侵害。不過密特拉一直是一個抽象神，只是有時與光明連繫起来。與史前時代保護契約、制裁違背契約者的原始功能相似，瑣羅亞斯德教中的密特拉是真理和忠誠的象征，對好的事物予以獎賞，對壞的事物予以打擊。

### 密特拉教

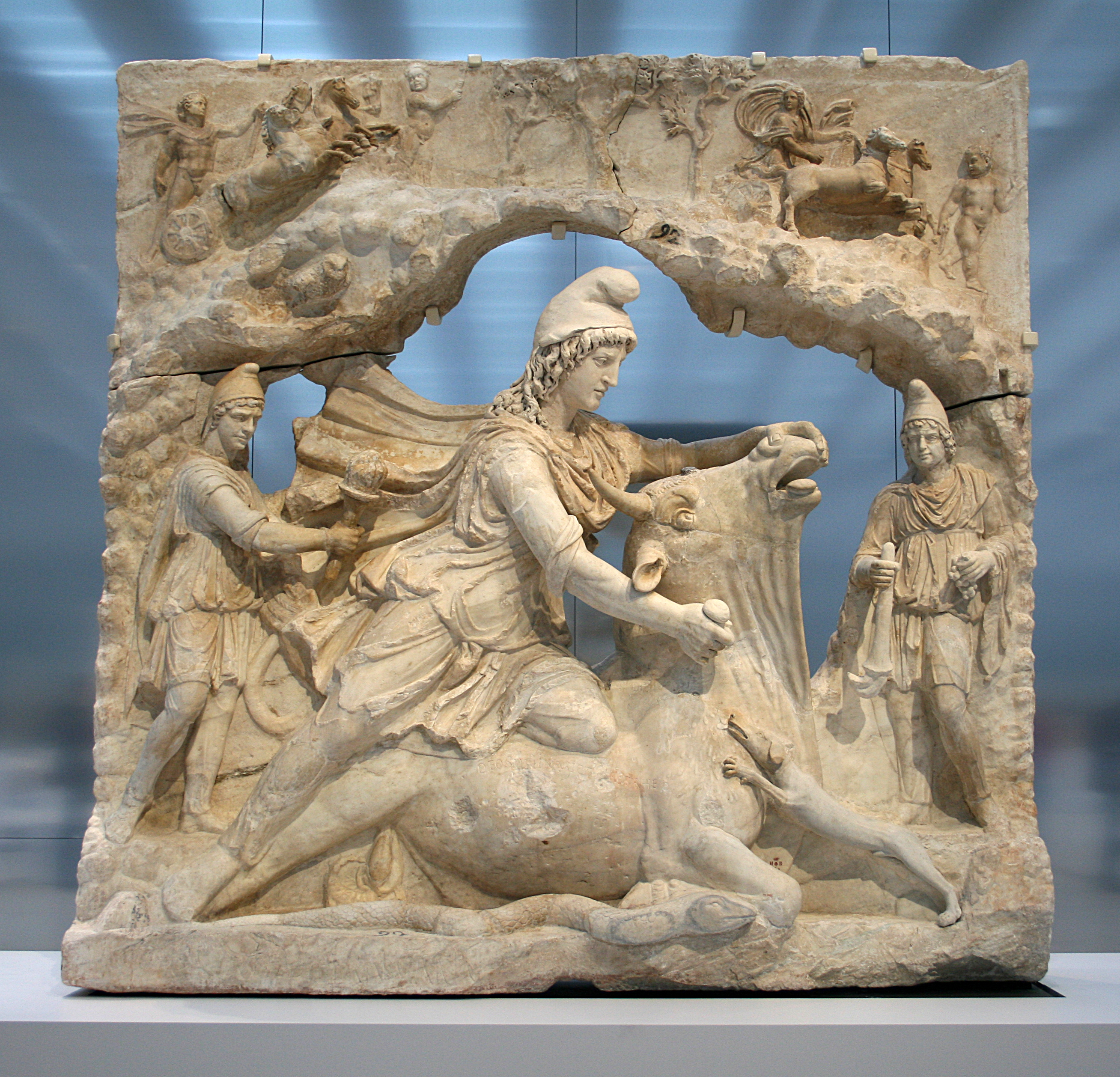
杀牛者密特拉

伊朗文化的密特拉被希臘-羅馬文化接受後形成了一種新的信仰：密特拉教。密特拉教是一種神秘主義宗教，是東方與西方文化的奇特混合物。密特拉最初進入希臘人的視野是在亞歷山大大帝東征後的希臘化時期，希臘人把他等同於希臘神話中的太陽神赫利俄斯（把其它宗教系統的神與自己的神連繫起來是希臘人的傳統）。大約在西元前2世紀，密特拉-赫利厄斯變成了以後密特拉教中的主神密特拉斯（Mithras），這一轉變大概是在小亞細亞的帕加馬完成的。羅馬人至少在格奈乌斯·庞培於東方作戰時就已經知道這個教派的存在了。這個新奇的信仰在西元前1世紀傳入羅馬，並在羅馬進入帝國時代以後迅速擴張。康茂德皇帝和三世紀危機時的那些士兵皇帝都對密特拉教青睞，這是因為它具有某種“武士階級宗教”的性質。密特拉崇拜在羅馬軍隊中廣泛流行，成為士兵的普遍信仰，並擴展到不列顛和萊茵河這些帝國的邊緣地區。
要重構密特拉教的形態很困難，这是由於它的崇拜儀式的高度神秘（可以比擬古希臘的秘儀）和信仰者團體的高度排外性（只接受被推薦的男性入教）。可以肯定的是，它的密特拉的性質與原始印度-伊朗宗教及拜火教的密特拉都不相同。密特拉教中密特拉的形象是“殺牛者”，這一形象在任何伊朗文化系統中都未出現。大概這裡密特拉相當於戰神或軍人的保護者。有學者相信密特拉教受到了巴比倫占星術的强烈影響。
密特拉教的崇拜儀式在天然的或人工挖掘的洞穴裡舉行，這種洞穴稱為神殿，據說是為了模仿密特拉的出生環境。有許多神殿位於已有的大型建築物的地下。現在在意大利和德意志還有許多這種神殿的遺跡。
密特拉教與基督教的關係是許多學者感興趣的話題。在西元3世紀密特拉信仰鼎盛時，這兩種宗教曾廣泛爭奪過信徒。聖誕節與密特拉的關係最奇特，因为這一節日（按現行格里曆是12月25日）在羅馬帝國時代原是密特拉神的生日，並由羅馬皇帝奥勒良在公元274年所訂定。新約和一些最古老的諾斯替派文獻並沒有記載耶穌的出生日期，聖誕節的日期實際上是在2世紀以後才由教會確立的。希波的聖奥古斯丁就指出聖誕節與異教節日有令人不愉快的關係。很多近代及現代研究者（如金枝的作者詹姆斯·弗雷澤）認為早期基督教會為了更好地吸引異教徒入教而刻意選擇了這個日期。總之，在基督教與密特拉教的鬥爭中，密特拉教最後失敗了，但不能認為它沒有留下任何影響。

### 佛教
多數現代佛教學者認波斯-印度相關的光明/太陽崇拜思想，被含攝進入到大乘佛教內而成為彌陀信仰之一部分

亦有學者認為未來佛彌勒菩薩（Maitreya）即佛教化的密特拉。另有學者指出彌勒信仰受到密特拉的影響僅僅只是表象上的，思想仍屬於不同體系。

## 其它地区的密特拉信仰
对密特拉神的崇拜在受伊朗文化影响的地区里广泛存在。安息人（帕提亚人）是属于东伊朗语支的民族，在进入伊朗本土之前游牧于中亚。他们受到希腊文化的强烈影响，但在宗教上仍然属于伊朗系统。有许多安息国王的名字是“米特里達梯”（意为密特拉之子），说明密特拉信仰在安息人的精神生活中占有重要地位。在小亚细亚和亚美尼亚一带，历史学家知道这里的王公曾经信奉密特拉，但这种信仰是否在民间拥有强大影响还不能断言。本都王国是典型的例子，这是一个同时受到希腊文化和伊朗文化影响的地区，许多王公拥有“米特里達梯”这个名字，包括著名的米特里達梯六世。更远的地区，包括中亚和印度北部，由于伊朗文化的扩展也曾经存在过密特拉信仰。在贵霜帝国发行的钱币中，考古学家发现了密特拉的名字和形象。

### 引用
1. ↑  《祆教史》，12~13頁
2. ↑  前言，13頁
3. ↑  前言，26頁
4. ↑  前言，185頁
5. ↑  聖誕節 （页面存档备份，存于），天主教百科全書
6. ↑  釋印順. . 天華出版社. : 第22頁. 阿彌陀佛與太陽是有關係的。印度的婆羅門教,有以太陽為崇拜對象的。佛法雖本無此說,然在大乘普應眾機的過程中,太陽崇拜的思想,也就方便的含攝到阿彌陀中...所以,阿彌陀佛不但是西方,而特別重視西方的落日。說得明白些,這實在就是太陽崇拜的淨化,攝取太陽崇拜的思想,於一切--無量佛中;引出無量光的佛名。
7. ↑  呂澂. . 天華出版社. : 第153頁. ...現代學者認為希臘、波斯的宗教信仰與阿彌陀、阿閦佛有關相信光明的神等這一思想。
8. ↑  佐佐木教悟等; 釋達和譯. . 佛光出版社. : 第82至83頁. ...此等信仰可令人想見其與毘瑟笯派接觸之深,更能使人想見其所受波斯宗的影響,所以其成立之可能在西北印度,也是可以推知的。
9. ↑  梁國超. . 中華民國內政部.   [2023-06-25]. （原始内容存档于2022-07-14） （中文）. 在佛教，密特拉常以未來佛彌勒菩薩（Maitreya）的形象出現...有稱祂未來世會下凡間救贖人類並引領進入兜率淨土...
10. ↑  吴小丽. . 雪竇山佛教.   [2023-06-25]. （原始内容存档于2023-06-25） （中文（简体））. 不过，李玉珉等学者也指出，弥勒(Maitreya )与伊朗密特拉(Mithra )之间的联系仅仅是名称的，仅仅是语音上的相似...当然，我们也不能否认，历史上，西北印度作为东西方文化深度交汇融合的地区，古代弥勒信仰在此与其他西方宗教文化彼此相互影响的历史事实。如鸠摩罗什译《佛说弥勒大成佛经》中有“梵天持天香油灌摩诃迦叶顶”的文字，而印度文化传统中一般是用水而不是香油灌顶。上元和认为，这种用香油进行圣别(灌顶)，是来自古希腊罗马的影响。此外，弥勒早期的交脚菩萨形象，与波斯的国王、神衹形象的坐姿也类似。尽管如此，这种影响更多的是表象层面上的，而在信仰内核上，弥勒信仰与西方宗教的救世思想传统存在根本上的不同。